# Ford FX-Atmos
Pour les articles homonymes, voir Ford (homonymie), FX et Atmosphère.
La Ford FX-Atmos est un concept car de rêve futuriste de voiture volante autonome à moteur-fusée ou à propulsion nucléaire, du constructeur automobile américain Ford, présentée au Chicago Auto Show (en) de 1954.

## Histoire
Ce concept car au design très futuriste, inspiré de l'aéronautique, de l'aérospatiale, et de vaisseau spatial de science-fiction des années 1950, est conçu en matière plastique et fibre de verre, avec phares et antenne de radio horizontale en forme de nez d'avion de chasse supersonique (inspiré des premiers supersoniques Bell X-1 de l'époque), ailerons arrière inspirés de l’aéronautique, poste de pilotage-cockpit d'avion-soucoupe volante en dôme vitré panoramique, tableau de bord futuriste avec manche aéronautique à la place du volant, et pilotage automatique sans collision de véhicule autonome par écran radar aéronautique « roadarscope »... Le conducteur est assis au centre du cockpit, avec deux places passagers à l’arrière,...

## Propulsion
Deux imitations de tuyères de moteur-fusée arrière, laissent imaginer une voiture volante avec un tel mode de propulsion des premiers avions de chasse américains supersonique Bell X-1 de l'époque (sur cette carrosserie en réalité dépourvue de moyen de propulsion). Ford et les médias de l'époque s'amusent à imaginer cette voiture à propulsion nucléaire, ce qui contribue à générer une importante forme de publicité et d'image de marque moderne pour la marque... à l'image de nombreux autres prototypes futuristes de l'époque, dont entre autres les Phantom Corsair, Ford X-2000, Cadillac Cyclone, et autres Ford Levicar (à moteurs à réaction et lévitation par sustentation électromagnétique)... 